# Gávavencsellő
Gávavencsellő is een plaats (nagyközség) en gemeente in het Hongaarse comitaat Szabolcs-Szatmár-Bereg, gelegen in het district Ibrány. Gávavencsellő telt 3481 inwoners (2015).

## Geschiedenis
Gávavencsellő werd opgericht in 1971 door de fusie van twee dorpen: Gáva en Vencsellő.

### Gáva
De naam Gawa verschijnt voor het eerst in 1304 in het pauselijk record. Zijn naam werd vervolgens geschreven in de vorm van Gana en vervolgens Gawa.
Tot 1950 was Gáva de hoofdstad van het district Dada in het comitaat Szabolcs.

### Vencsellő
De naam van Vencsellő werd voor het eerst vermeld in de hitlijsten in 1407 en zijn naam werd in zijn huidige vorm geschreven.

## Afbeeldingen

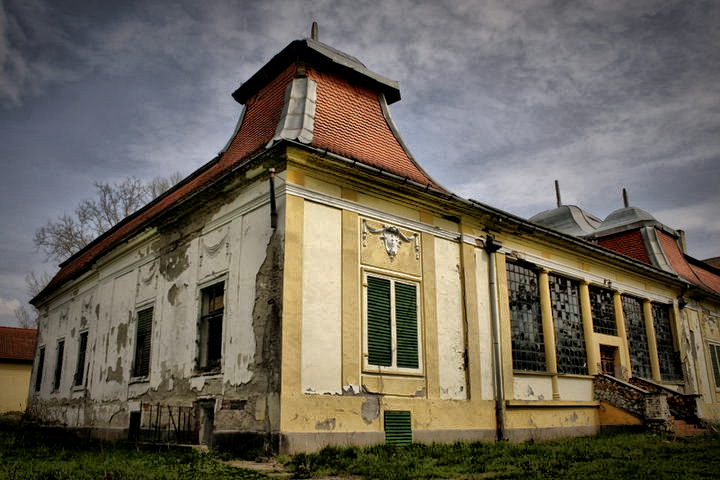
kasteel
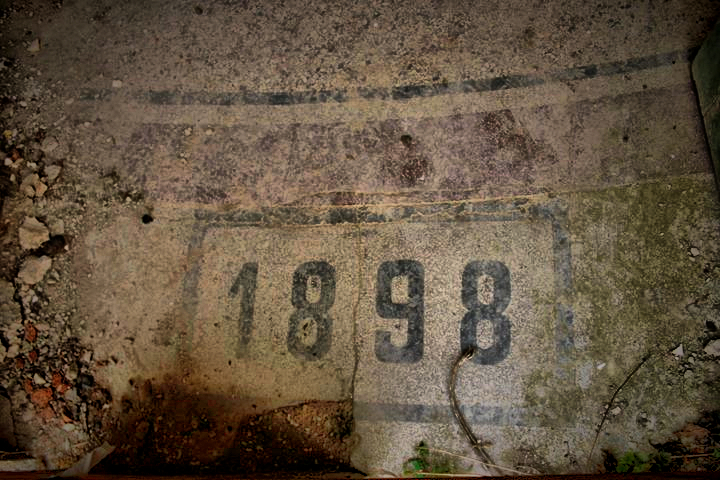
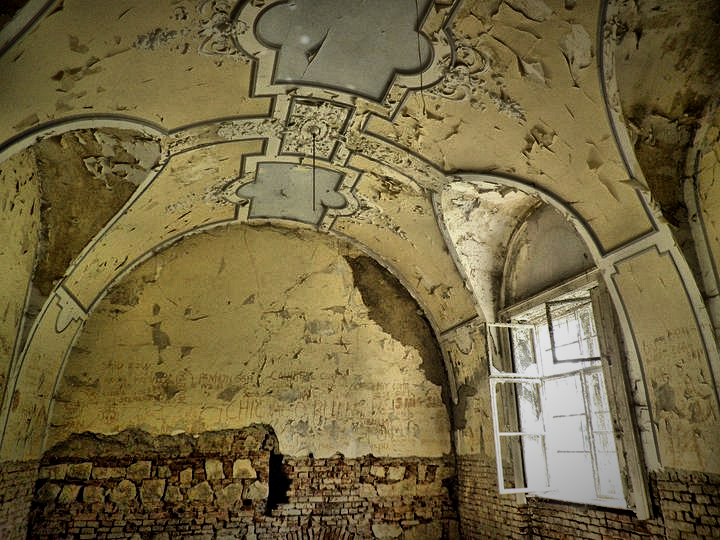
hal van het kasteel